# Halfdan Egedius
 Halfdan Egedius  (né le 5 mai 1877 à Drammen — décédé le 2 février 1899) est un peintre, un dessinateur et un graveur norvégien.

## Biographie
Il commence à se livrer à son art dès l'âge de 16 ans. Il est surtout connu pour ses illustrations de l'Heimskringla qu'il réalise dans un style inspiré de l'œuvre d'Erik Werenskiold. Il succombe à 21 ans des suites d'une actinomycose.

Illustrations pour la Saga d'Olav Tryggvason
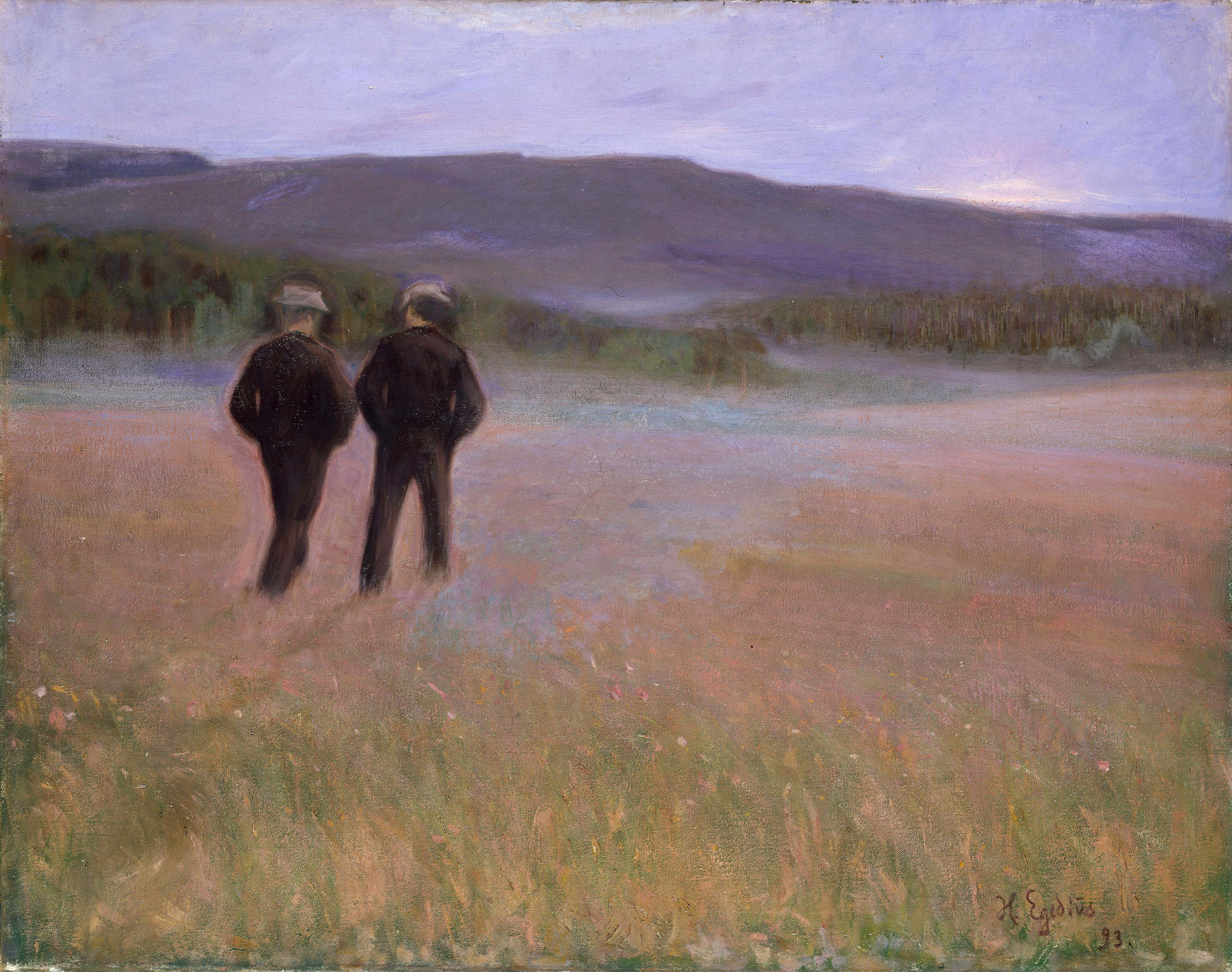
Soir d'été
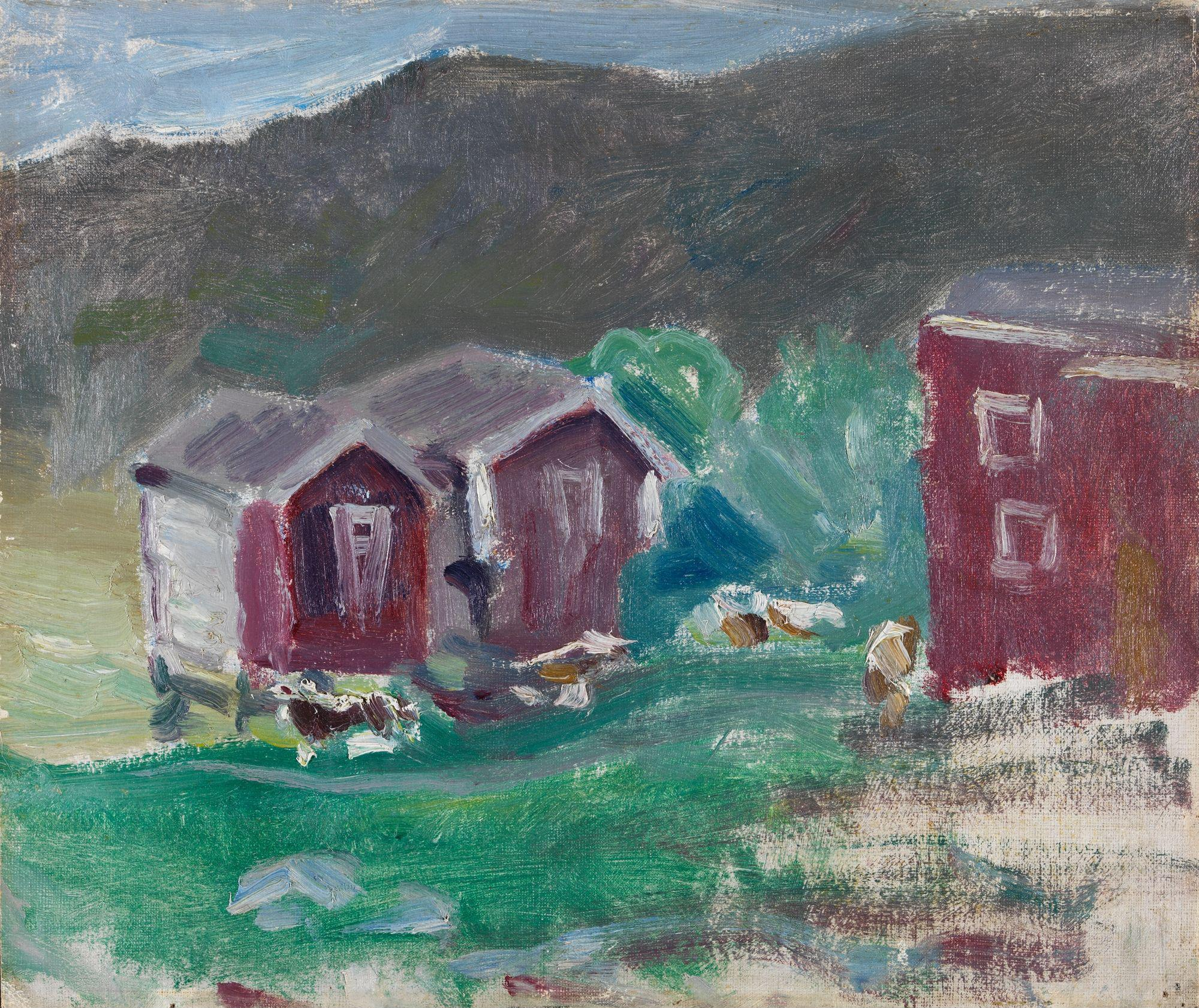
Croquis de la ferme Äse au Telemark
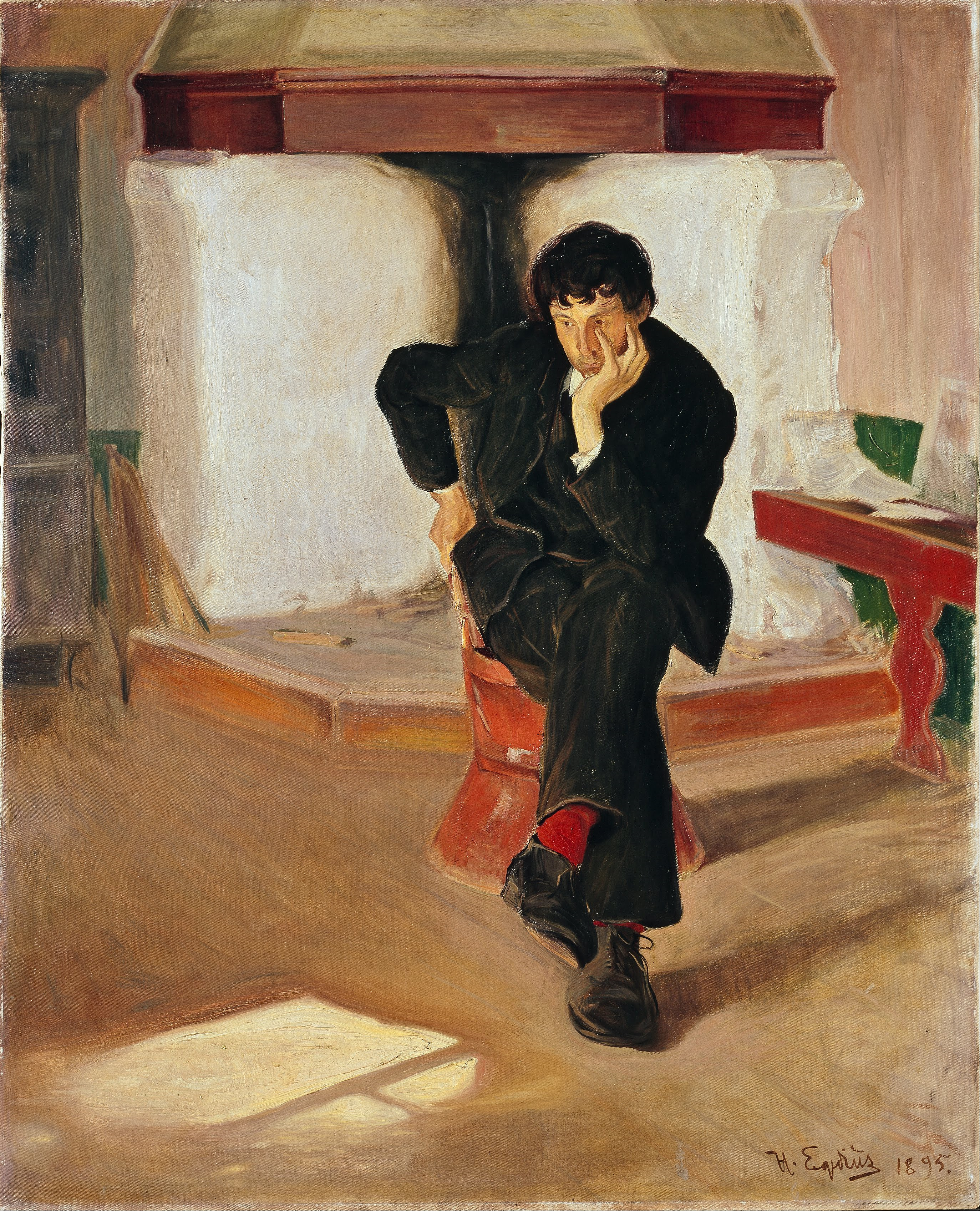
Le Rêveur

Illustrations pour la Saga d'Olav Tryggvason
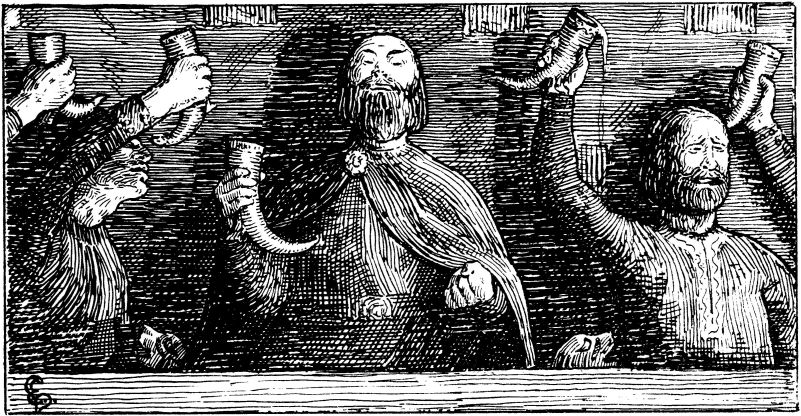
Aux funérailles de Harald à la dent bleue, le jarl Sigvaldi prête serment en mémoire de son père de se rendre en Norvège et de tuer le jarl Håkon.
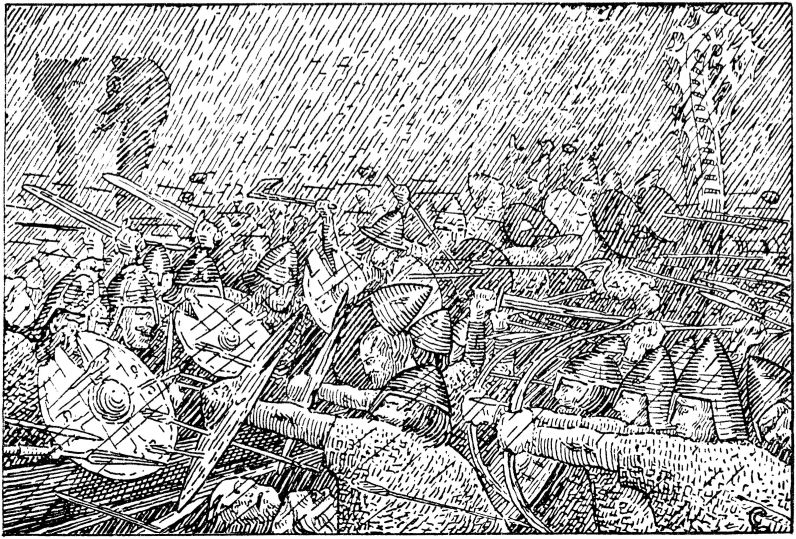
Les Jomsvikings combattant sous une pluie de pierre à la bataille du détroit de Hjörung.
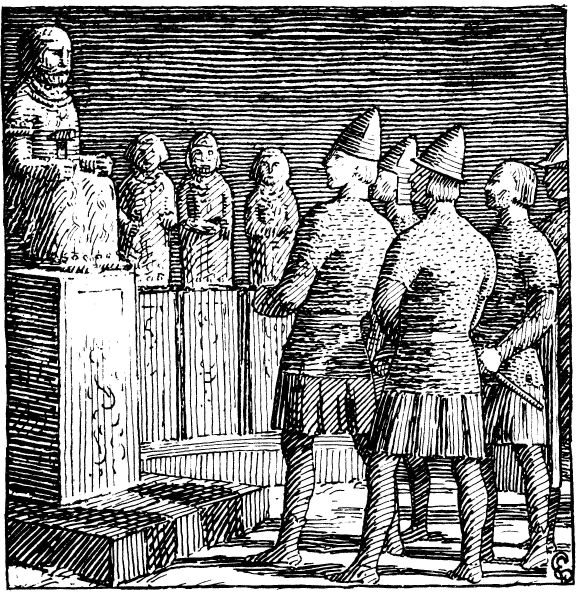
Le roi Olav au temple de Thor.